# Ianthopsis ruseri
Ianthopsis ruseri is een pissebed uit de familie Acanthaspidiidae. De wetenschappelijke naam van de soort is voor het eerst geldig gepubliceerd in 1914 door Vanhöffen.